# カノン (オートバイメーカー)
カノン（KANNON）は、アメリカ合衆国のオートバイメーカーである。総排気量が5,000ccを超えるV型8気筒エンジンを搭載するモデルを数多くラインアップする。

## 主な製品
- FORD KANNON - フォード製の水冷V型8気筒5,000ccOHV2バルブ、最高出力310psのエンジンを搭載したモデル。
- WINDSOR KANNON - フォード製エンジンを搭載するのはFORD KANNONと共通だが、総排気量が5,800cc、最高出力が385psに強化されている。
- BIG KANNON - GM製の水冷V型8気筒OHV2バルブ、総排気量8,200cc、最高出力502psのエンジンを搭載した、カノン最大モデル。車両重量は550kg。

この他、シボレー製5,700ccユニット搭載モデルもラインアップされた。